# Venezuela en la Copa América 2019
La selección de Venezuela fue uno de los doce equipos participantes de la Copa América 2019. Dicho torneo se desarrolló en Brasil, entre el 14 de junio hasta el 7 de julio de 2019. En el sorteo realizado el 24 de enero de 2019 en Río de Janeiro, el combinado vinotinto quedó emparejado en el grupo A junto a la anfitriona Brasil, Bolivia y Perú.

## Preparación

### Amistosos previos
| 22 de marzo de 2019, 16:00 | Argentina      | 1:3 (0:2) | Venezuela                                           | Wanda Metropolitano, Madrid  |                              |
|                            | - Martínez 59' |           | - 6' Rondón - 44' Jhon Murillo - 75' Josef Martínez | Árbitro(s): Sánchez Martínez | Árbitro(s): Sánchez Martínez |

| 25 de marzo de 2019, 16:00 | Cataluña                | 2:1 (0:0) | Venezuela     | Municipal de Montilivi, Gerona, España |                            |
|                            | - Bojan 53' - Puado 87' |           | - 58' Rosales | Árbitro(s): Xavier Estrada             | Árbitro(s): Xavier Estrada |

| 1 de junio de 2019, 20:30 | Ecuador         | 1:1 (0:1) | Venezuela     | Estadio Sun Life, Miami    |                            |
|                           | E. Valencia 90' |           | - 38' Rosales | Árbitro(s): Keylor Herrera | Árbitro(s): Keylor Herrera |

| 5 de junio de 2019, 21:00 | México                                      | 3:1 (1:1) | Venezuela          | Mercedes-Benz Stadium, Atlanta, Estados Unidos |                       |
|                           | - Alvarado 32' - Pizarro 54' - Guardado 76' |           | - 18' Jhon Murillo | Árbitro(s): Ted Unkel                          | Árbitro(s): Ted Unkel |

| 9 de junio de 2019, 14:00 | Estados Unidos | 0:3 (0:3) | Venezuela                       | Nippert Stadium, Cincinnati,                            |                                                         |
|                           |                |           | - 15' 36' Rondón - 29' Savarino | Asistencia: 23.955 espectadores Árbitro(s): Bryan López | Asistencia: 23.955 espectadores Árbitro(s): Bryan López |

## Plantel
Los siguientes 23 jugadores han sido convocados para disputar la Copa América 2019.
Las apariciones y goles están actualizadas al 9 de junio de 2019 luego del partido ante Estados Unidos. Incluyendo solo apariciones en partidos reconocidos por la FIFA.
| No.   | Pos.           | Jugador               | Fecha de nacimiento (edad)         | Apa.           | Goles          | Club                   |
| ----- | -------------- | --------------------- | ---------------------------------- | -------------- | -------------- | ---------------------- |
| 1     | POR            | Wuilker Faríñez       | 15 de febrero de 1998 (27 años)    | 13             | 0              | Millonarios            |
| 12    | POR            | Joel Graterol         | 13 de febrero de 1997 (28 años)    | 0              | 0              | Zamora                 |
| 22    | POR            | Rafael Romo           | 25 de febrero de 1990 (35 años)    | 11             | 0              | APOEL de Nicosia       |
|       |                |                       |                                    |                |                |                        |
| 2     | DEF            | Mikel Villanueva      | 14 de abril de 1993 (32 años)      | 19             | 2              | Gimnàstic de Tarragona |
| 3     | DEF            | Yordan Osorio         | 10 de mayo de 1993 (32 años)       | 6              | 0              | Vitória de Guimarães   |
| 4     | DEF            | Jhon Chancellor       | 21 de enero de 1992 (33 años)      | 11             | 0              | Al-Ahli                |
| 14    | DEF            | Luis Mago             | 15 de septiembre de 1994 (30 años) | 5              | 1              | Palestino              |
| 16    | DEF            | Roberto Rosales       | 20 de noviembre de 1988 (36 años)  | 72             | 1              | Español                |
| 20    | DEF            | Ronald Hernández      | 4 de octubre de 1997 (27 años)     | 6              | 0              | Stabæk                 |
| 21    | DEF            | Rolf Feltscher        | 6 de octubre de 1990 (34 años)     | 20             | 0              | LA Galaxy              |
|       |                |                       |                                    |                |                |                        |
| 5     | MED            | Júnior Moreno         | 20 de julio de 1993 (32 años)      | 12             | 1              | D. C. United           |
| 6     | MED            | Yangel Herrera        | 7 de enero de 1998 (27 años)       | 11             | 1              | Huesca                 |
| 7     | MED            | Darwin Machís         | 7 de febrero de 1993 (32 años)     | 13             | 2              | Cádiz                  |
| 8     | MED            | Tomás Rincón          | 13 de enero de 1988 (37 años)      | 93             | 1              | Torino                 |
| 10    | MED            | Jefferson Savarino    | 11 de noviembre de 1996 (28 años)  | 7              | 1              | Real Salt Lake         |
| 11    | MED            | Juanpi                | 24 de enero de 1994 (31 años)      | 14             | 1              | Huesca                 |
| 13    | MED            | Luis Manuel Seijas    | 23 de junio de 1986 (39 años)      | 68             | 2              | Independiente Santa Fe |
| 15    | MED            | Jhon Murillo          | 21 de noviembre de 1995 (29 años)  | 20             | 4              | Tondela                |
| 18    | MED            | Yeferson Soteldo      | 30 de junio de 1997 (28 años)      | 7              | 0              | Santos                 |
| 19    | MED            | Arquímedes Figuera    | 6 de octubre de 1989 (35 años)     | 24             | 1              | Deportivo La Guaira    |
|       |                |                       |                                    |                |                |                        |
| 9     | DEL            | Fernando Aristeguieta | 9 de abril de 1992 (33 años)       | 15             | 1              | América de Cali        |
| 17    | DEL            | Josef Martínez        | 19 de mayo de 1993 (32 años)       | 46             | 10             | Atlanta United         |
| 23    | DEL            | Salomón Rondón        | 16 de septiembre de 1989 (35 años) | 72             | 24             | Dalian Yifang          |
| D. T. | Rafael Dudamel | Rafael Dudamel        | Rafael Dudamel                     | Rafael Dudamel | Rafael Dudamel | Rafael Dudamel         |

### Cuerpo técnico
| Posición               | Nombre                |
| ---------------------- | --------------------- |
| Director técnico       | Rafael Dudamel        |
| Asistente técnico      | Marcos Mathías        |
| Asistente técnico      | Modesto González      |
| Asistente técnico      | José María Morr       |
| Preparador de arqueros | Vicente Rosales       |
| Preparador físico      | Joseph Cañas          |
| Coordinador general    | José Antonio Quintero |

## Participación

### Partidos
| Fecha       | Lugar          | Instancia        |           |                      | Resultado |                      |           |
| ----------- | -------------- | ---------------- | --------- | -------------------- | --------- | -------------------- | --------- |
| 15 de junio | Porto Alegre   | Fase de grupos   | Venezuela | Bandera de Venezuela | 0:0       | Bandera de Perú      | Perú      |
| 18 de junio | Salvador       | Fase de grupos   | Brasil    | Bandera de Brasil    | 0:0       | Bandera de Venezuela | Venezuela |
| 22 de junio | Belo horizonte | Fase de grupos   | Bolivia   | Bandera de Bolivia   | 1:3 (0:1) | Bandera de Venezuela | Venezuela |
| 28 de junio | Rio de Janeiro | Cuartos de final | Venezuela | Bandera de Venezuela | 0:2 (0:1) | Bandera de Argentina | Argentina |

### Grupo A
| Selección | Pts | PJ | PG | PE | PP | GF | GC | Dif |
| --------- | --- | -- | -- | -- | -- | -- | -- | --- |
| Brasil    | 7   | 3  | 2  | 1  | 0  | 8  | 0  | 8   |
| Venezuela | 5   | 3  | 1  | 2  | 0  | 3  | 1  | 2   |
| Perú      | 4   | 3  | 1  | 1  | 1  | 3  | 6  | -3  |
| Bolivia   | 0   | 3  | 0  | 0  | 3  | 2  | 9  | –7  |

#### Venezuela - Perú
| 15 de junio de 2019, 15:00 | Venezuela | 0:0     | Perú | Arena do Grêmio, Porto Alegre                                                  |                                                                                |
|                            |           | Reporte |      | Asistencia: 13.370 espectadores Árbitro(s): Wilmar Roldán VAR: Leodán González | Asistencia: 13.370 espectadores Árbitro(s): Wilmar Roldán VAR: Leodán González |

| 1     | Guardameta     | Wuilker Faríñez    |     |
| 16    | Defensa        | Roberto Rosales    |     |
| 4     | Defensa        | Jhon Chancellor    |     |
| 2     | Defensa        | Mikel Villanueva   |     |
| 14    | Defensa        | Luis Mago          |     |
| 5     | Centrocampista | Júnior Moreno      | 78' |
| 15    | Centrocampista | Jhon Murillo       | 84' |
| 6     | Centrocampista | Yangel Herrera     |     |
| 8     | Centrocampista | Tomás Rincón       |     |
| 10    | Centrocampista | Jefferson Savarino | 68' |
| 23    | Delantero      | Salomón Rondón     |     |
| D. T. | D. T.          | Rafael Dudamel     |     |

| 1     | Guardameta     | Pedro Gallese       |     |
| 17    | Defensa        | Luis Advíncula      |     |
| 15    | Defensa        | Carlos Zambrano     |     |
| 2     | Defensa        | Luis Abram          |     |
| 6     | Defensa        | Miguel Trauco       |     |
| 13    | Centrocampista | Renato Tapia        |     |
| 19    | Centrocampista | Yoshimar Yotún      | 67' |
| 10    | Centrocampista | Jefferson Farfán    |     |
| 8     | Centrocampista | Christian Cueva     | 45' |
| 23    | Centrocampista | Christofer Gonzáles | 87' |
| 9     | Delantero      | Paolo Guerrero      |     |
| D. T. | D. T.          | Ricardo Gareca      |     |

| 7  | Delantero      | Darwin Machís    | 68' |
| 20 | Defensa        | Ronald Hernández | 78' |
| 18 | Centrocampista | Yeferson Soteldo | 84' |

| 20 | Centrocampista | Edison Flores  | 45' |
| 14 | Delantero      | Andy Polo      | 67' |
| 18 | Centrocampista | André Carrillo | 87' |

| 6' | Luis Mago |

| 25' · 90+3' | Renato Tapia André Carrillo |

| 75' | Luis Mago |

| Principal  | Wilmar Roldán                                                                |
| Asistentes | Alexander Guzmán                                                             |
|            | Alexander León Observador VAR Martín Vázquez Asesor de árbitros Claudio Puga |
| Cuarto     | Carlos Orbe                                                                  |

| VAR            | Leodán González   |
| Asistentes VAR | Andrés Rojas      |
|                | Christian Lescano |

|                    |     |     |
| Tiros              | 11  | 17  |
| Tiros a puerta     | 5   | 5   |
| Faltas             | 13  | 13  |
| Saques de esquina  | 4   | 7   |
| Penaltis           | 0   | 0   |
| Fueras de juego    | 4   | 3   |
| Posesión del balón | 49% | 51% |

| Alineación inicial |

| 1     | Guardameta     | Wuilker Faríñez    |     |
| 16    | Defensa        | Roberto Rosales    |     |
| 4     | Defensa        | Jhon Chancellor    |     |
| 2     | Defensa        | Mikel Villanueva   |     |
| 14    | Defensa        | Luis Mago          |     |
| 5     | Centrocampista | Júnior Moreno      | 78' |
| 15    | Centrocampista | Jhon Murillo       | 84' |
| 6     | Centrocampista | Yangel Herrera     |     |
| 8     | Centrocampista | Tomás Rincón       |     |
| 10    | Centrocampista | Jefferson Savarino | 68' |
| 23    | Delantero      | Salomón Rondón     |     |
| D. T. | D. T.          | Rafael Dudamel     |     |

| 1     | Guardameta     | Pedro Gallese       |     |
| 17    | Defensa        | Luis Advíncula      |     |
| 15    | Defensa        | Carlos Zambrano     |     |
| 2     | Defensa        | Luis Abram          |     |
| 6     | Defensa        | Miguel Trauco       |     |
| 13    | Centrocampista | Renato Tapia        |     |
| 19    | Centrocampista | Yoshimar Yotún      | 67' |
| 10    | Centrocampista | Jefferson Farfán    |     |
| 8     | Centrocampista | Christian Cueva     | 45' |
| 23    | Centrocampista | Christofer Gonzáles | 87' |
| 9     | Delantero      | Paolo Guerrero      |     |
| D. T. | D. T.          | Ricardo Gareca      |     |

| 7  | Delantero      | Darwin Machís    | 68' |
| 20 | Defensa        | Ronald Hernández | 78' |
| 18 | Centrocampista | Yeferson Soteldo | 84' |

| 20 | Centrocampista | Edison Flores  | 45' |
| 14 | Delantero      | Andy Polo      | 67' |
| 18 | Centrocampista | André Carrillo | 87' |

| 6' | Luis Mago |

| 25' · 90+3' | Renato Tapia André Carrillo |

| 75' | Luis Mago |

| Principal  | Wilmar Roldán                                                                |
| Asistentes | Alexander Guzmán                                                             |
|            | Alexander León Observador VAR Martín Vázquez Asesor de árbitros Claudio Puga |
| Cuarto     | Carlos Orbe                                                                  |

| VAR            | Leodán González   |
| Asistentes VAR | Andrés Rojas      |
|                | Christian Lescano |

|                    |     |     |
| Tiros              | 11  | 17  |
| Tiros a puerta     | 5   | 5   |
| Faltas             | 13  | 13  |
| Saques de esquina  | 4   | 7   |
| Penaltis           | 0   | 0   |
| Fueras de juego    | 4   | 3   |
| Posesión del balón | 49% | 51% |

| Alineación inicial |

| 1     | Guardameta     | Wuilker Faríñez    |     |
| 16    | Defensa        | Roberto Rosales    |     |
| 4     | Defensa        | Jhon Chancellor    |     |
| 2     | Defensa        | Mikel Villanueva   |     |
| 14    | Defensa        | Luis Mago          |     |
| 5     | Centrocampista | Júnior Moreno      | 78' |
| 15    | Centrocampista | Jhon Murillo       | 84' |
| 6     | Centrocampista | Yangel Herrera     |     |
| 8     | Centrocampista | Tomás Rincón       |     |
| 10    | Centrocampista | Jefferson Savarino | 68' |
| 23    | Delantero      | Salomón Rondón     |     |
| D. T. | D. T.          | Rafael Dudamel     |     |

| 1     | Guardameta     | Pedro Gallese       |     |
| 17    | Defensa        | Luis Advíncula      |     |
| 15    | Defensa        | Carlos Zambrano     |     |
| 2     | Defensa        | Luis Abram          |     |
| 6     | Defensa        | Miguel Trauco       |     |
| 13    | Centrocampista | Renato Tapia        |     |
| 19    | Centrocampista | Yoshimar Yotún      | 67' |
| 10    | Centrocampista | Jefferson Farfán    |     |
| 8     | Centrocampista | Christian Cueva     | 45' |
| 23    | Centrocampista | Christofer Gonzáles | 87' |
| 9     | Delantero      | Paolo Guerrero      |     |
| D. T. | D. T.          | Ricardo Gareca      |     |

| 7  | Delantero      | Darwin Machís    | 68' |
| 20 | Defensa        | Ronald Hernández | 78' |
| 18 | Centrocampista | Yeferson Soteldo | 84' |

| 20 | Centrocampista | Edison Flores  | 45' |
| 14 | Delantero      | Andy Polo      | 67' |
| 18 | Centrocampista | André Carrillo | 87' |

| 6' | Luis Mago |

| 25' · 90+3' | Renato Tapia André Carrillo |

| 75' | Luis Mago |

| Principal  | Wilmar Roldán                                                                |
| Asistentes | Alexander Guzmán                                                             |
|            | Alexander León Observador VAR Martín Vázquez Asesor de árbitros Claudio Puga |
| Cuarto     | Carlos Orbe                                                                  |

| VAR            | Leodán González   |
| Asistentes VAR | Andrés Rojas      |
|                | Christian Lescano |

|                    |     |     |
| Tiros              | 11  | 17  |
| Tiros a puerta     | 5   | 5   |
| Faltas             | 13  | 13  |
| Saques de esquina  | 4   | 7   |
| Penaltis           | 0   | 0   |
| Fueras de juego    | 4   | 3   |
| Posesión del balón | 49% | 51% |

| Alineación inicial |

| 1     | Guardameta     | Wuilker Faríñez    |     |
| 16    | Defensa        | Roberto Rosales    |     |
| 4     | Defensa        | Jhon Chancellor    |     |
| 2     | Defensa        | Mikel Villanueva   |     |
| 14    | Defensa        | Luis Mago          |     |
| 5     | Centrocampista | Júnior Moreno      | 78' |
| 15    | Centrocampista | Jhon Murillo       | 84' |
| 6     | Centrocampista | Yangel Herrera     |     |
| 8     | Centrocampista | Tomás Rincón       |     |
| 10    | Centrocampista | Jefferson Savarino | 68' |
| 23    | Delantero      | Salomón Rondón     |     |
| D. T. | D. T.          | Rafael Dudamel     |     |

| 1     | Guardameta     | Pedro Gallese       |     |
| 17    | Defensa        | Luis Advíncula      |     |
| 15    | Defensa        | Carlos Zambrano     |     |
| 2     | Defensa        | Luis Abram          |     |
| 6     | Defensa        | Miguel Trauco       |     |
| 13    | Centrocampista | Renato Tapia        |     |
| 19    | Centrocampista | Yoshimar Yotún      | 67' |
| 10    | Centrocampista | Jefferson Farfán    |     |
| 8     | Centrocampista | Christian Cueva     | 45' |
| 23    | Centrocampista | Christofer Gonzáles | 87' |
| 9     | Delantero      | Paolo Guerrero      |     |
| D. T. | D. T.          | Ricardo Gareca      |     |

| 7  | Delantero      | Darwin Machís    | 68' |
| 20 | Defensa        | Ronald Hernández | 78' |
| 18 | Centrocampista | Yeferson Soteldo | 84' |

| 20 | Centrocampista | Edison Flores  | 45' |
| 14 | Delantero      | Andy Polo      | 67' |
| 18 | Centrocampista | André Carrillo | 87' |

| 6' | Luis Mago |

| 25' · 90+3' | Renato Tapia André Carrillo |

| 75' | Luis Mago |

| Principal  | Wilmar Roldán                                                                |
| Asistentes | Alexander Guzmán                                                             |
|            | Alexander León Observador VAR Martín Vázquez Asesor de árbitros Claudio Puga |
| Cuarto     | Carlos Orbe                                                                  |

| VAR            | Leodán González   |
| Asistentes VAR | Andrés Rojas      |
|                | Christian Lescano |

|                    |     |     |
| Tiros              | 11  | 17  |
| Tiros a puerta     | 5   | 5   |
| Faltas             | 13  | 13  |
| Saques de esquina  | 4   | 7   |
| Penaltis           | 0   | 0   |
| Fueras de juego    | 4   | 3   |
| Posesión del balón | 49% | 51% |

| Alineación inicial |

#### Brasil - Venezuela
| 18 de junio de 2019, 20:30 | Brasil | 0:0 | Venezuela | Arena Fonte Nova, Salvador de Bahía           |  |
|                            |        |     |           | Árbitro(s): Julio Bascuñán VAR: Roberto Tobar |  |

| 1     | Guardameta     | Alisson Becker    |     |
| 13    | Defensa        | Dani Alves        |     |
| 4     | Defensa        | Marquinhos        |     |
| 2     | Defensa        | Thiago Silva      |     |
| 6     | Defensa        | Filipe Luís       |     |
| 8     | Centrocampista | Arthur            |     |
| 5     | Centrocampista | Casemiro          | 57' |
| 21    | Centrocampista | Richarlison       | 45' |
| 11    | Centrocampista | Philippe Coutinho |     |
| 7     | Centrocampista | David Neres       | 72' |
| 20    | Delantero      | Roberto Firmino   |     |
| D. T. | D. T.          | Tite              |     |

| 1     | Guardameta     | Wuilker Faríñez  |     |
| 16    | Defensa        | Roberto Rosales  |     |
| 3     | Defensa        | Yordan Osorio    |     |
| 2     | Defensa        | Mikel Villanueva |     |
| 20    | Defensa        | Ronald Hernández |     |
| 5     | Centrocampista | Júnior Moreno    |     |
| 7     | Centrocampista | Darwin Machís    | 76' |
| 6     | Centrocampista | Yangel Herrera   | 66' |
| 8     | Centrocampista | Tomás Rincón     |     |
| 15    | Centrocampista | Jhon Murillo     |     |
| 23    | Delantero      | Salomón Rondón   | 86' |
| D. T. | D. T.          | Rafael Dudamel   |     |

| 9  | Delantero      | Gabriel Jesus | 45' |
| 17 | Centrocampista | Fernandinho   | 57' |
| 19 | Delantero      | Everton       | 72' |

| 18 | Centrocampista | Yeferson Soteldo   | 66' |
| 19 | Centrocampista | Arquímedes Figuera | 76' |
| 17 | Delantero      | Josef Martínez     | 86' |

| 41' | Casemiro |

| 37' | Jhon Murillo |

| Principal  | Julio Bascuñán                                                                 |
| Asistentes | Christian Schiemann                                                            |
|            | Claudio Rios Observador VAR Mauricio Espinosa Asesor de árbitros Rodolfo Otero |
| Cuarto     | Andrés Rojas                                                                   |

| VAR            | Roberto Tobar      |
| Asistentes VAR | Fernando Rapallini |
|                | Alexander Guzman   |

|                    |     |     |
| Tiros              | 19  | 6   |
| Tiros a puerta     | 1   | 1   |
| Faltas             | 12  | 18  |
| Saques de esquina  | 9   | 2   |
| Penaltis           | 0   | 0   |
| Fueras de juego    | 2   | 0   |
| Posesión del balón | 69% | 31% |

| Alineación inicial |

| 1     | Guardameta     | Alisson Becker    |     |
| 13    | Defensa        | Dani Alves        |     |
| 4     | Defensa        | Marquinhos        |     |
| 2     | Defensa        | Thiago Silva      |     |
| 6     | Defensa        | Filipe Luís       |     |
| 8     | Centrocampista | Arthur            |     |
| 5     | Centrocampista | Casemiro          | 57' |
| 21    | Centrocampista | Richarlison       | 45' |
| 11    | Centrocampista | Philippe Coutinho |     |
| 7     | Centrocampista | David Neres       | 72' |
| 20    | Delantero      | Roberto Firmino   |     |
| D. T. | D. T.          | Tite              |     |

| 1     | Guardameta     | Wuilker Faríñez  |     |
| 16    | Defensa        | Roberto Rosales  |     |
| 3     | Defensa        | Yordan Osorio    |     |
| 2     | Defensa        | Mikel Villanueva |     |
| 20    | Defensa        | Ronald Hernández |     |
| 5     | Centrocampista | Júnior Moreno    |     |
| 7     | Centrocampista | Darwin Machís    | 76' |
| 6     | Centrocampista | Yangel Herrera   | 66' |
| 8     | Centrocampista | Tomás Rincón     |     |
| 15    | Centrocampista | Jhon Murillo     |     |
| 23    | Delantero      | Salomón Rondón   | 86' |
| D. T. | D. T.          | Rafael Dudamel   |     |

| 9  | Delantero      | Gabriel Jesus | 45' |
| 17 | Centrocampista | Fernandinho   | 57' |
| 19 | Delantero      | Everton       | 72' |

| 18 | Centrocampista | Yeferson Soteldo   | 66' |
| 19 | Centrocampista | Arquímedes Figuera | 76' |
| 17 | Delantero      | Josef Martínez     | 86' |

| 41' | Casemiro |

| 37' | Jhon Murillo |

| Principal  | Julio Bascuñán                                                                 |
| Asistentes | Christian Schiemann                                                            |
|            | Claudio Rios Observador VAR Mauricio Espinosa Asesor de árbitros Rodolfo Otero |
| Cuarto     | Andrés Rojas                                                                   |

| VAR            | Roberto Tobar      |
| Asistentes VAR | Fernando Rapallini |
|                | Alexander Guzman   |

|                    |     |     |
| Tiros              | 19  | 6   |
| Tiros a puerta     | 1   | 1   |
| Faltas             | 12  | 18  |
| Saques de esquina  | 9   | 2   |
| Penaltis           | 0   | 0   |
| Fueras de juego    | 2   | 0   |
| Posesión del balón | 69% | 31% |

| Alineación inicial |

| 1     | Guardameta     | Alisson Becker    |     |
| 13    | Defensa        | Dani Alves        |     |
| 4     | Defensa        | Marquinhos        |     |
| 2     | Defensa        | Thiago Silva      |     |
| 6     | Defensa        | Filipe Luís       |     |
| 8     | Centrocampista | Arthur            |     |
| 5     | Centrocampista | Casemiro          | 57' |
| 21    | Centrocampista | Richarlison       | 45' |
| 11    | Centrocampista | Philippe Coutinho |     |
| 7     | Centrocampista | David Neres       | 72' |
| 20    | Delantero      | Roberto Firmino   |     |
| D. T. | D. T.          | Tite              |     |

| 1     | Guardameta     | Wuilker Faríñez  |     |
| 16    | Defensa        | Roberto Rosales  |     |
| 3     | Defensa        | Yordan Osorio    |     |
| 2     | Defensa        | Mikel Villanueva |     |
| 20    | Defensa        | Ronald Hernández |     |
| 5     | Centrocampista | Júnior Moreno    |     |
| 7     | Centrocampista | Darwin Machís    | 76' |
| 6     | Centrocampista | Yangel Herrera   | 66' |
| 8     | Centrocampista | Tomás Rincón     |     |
| 15    | Centrocampista | Jhon Murillo     |     |
| 23    | Delantero      | Salomón Rondón   | 86' |
| D. T. | D. T.          | Rafael Dudamel   |     |

| 9  | Delantero      | Gabriel Jesus | 45' |
| 17 | Centrocampista | Fernandinho   | 57' |
| 19 | Delantero      | Everton       | 72' |

| 18 | Centrocampista | Yeferson Soteldo   | 66' |
| 19 | Centrocampista | Arquímedes Figuera | 76' |
| 17 | Delantero      | Josef Martínez     | 86' |

| 41' | Casemiro |

| 37' | Jhon Murillo |

| Principal  | Julio Bascuñán                                                                 |
| Asistentes | Christian Schiemann                                                            |
|            | Claudio Rios Observador VAR Mauricio Espinosa Asesor de árbitros Rodolfo Otero |
| Cuarto     | Andrés Rojas                                                                   |

| VAR            | Roberto Tobar      |
| Asistentes VAR | Fernando Rapallini |
|                | Alexander Guzman   |

|                    |     |     |
| Tiros              | 19  | 6   |
| Tiros a puerta     | 1   | 1   |
| Faltas             | 12  | 18  |
| Saques de esquina  | 9   | 2   |
| Penaltis           | 0   | 0   |
| Fueras de juego    | 2   | 0   |
| Posesión del balón | 69% | 31% |

| Alineación inicial |

| 1     | Guardameta     | Alisson Becker    |     |
| 13    | Defensa        | Dani Alves        |     |
| 4     | Defensa        | Marquinhos        |     |
| 2     | Defensa        | Thiago Silva      |     |
| 6     | Defensa        | Filipe Luís       |     |
| 8     | Centrocampista | Arthur            |     |
| 5     | Centrocampista | Casemiro          | 57' |
| 21    | Centrocampista | Richarlison       | 45' |
| 11    | Centrocampista | Philippe Coutinho |     |
| 7     | Centrocampista | David Neres       | 72' |
| 20    | Delantero      | Roberto Firmino   |     |
| D. T. | D. T.          | Tite              |     |

| 1     | Guardameta     | Wuilker Faríñez  |     |
| 16    | Defensa        | Roberto Rosales  |     |
| 3     | Defensa        | Yordan Osorio    |     |
| 2     | Defensa        | Mikel Villanueva |     |
| 20    | Defensa        | Ronald Hernández |     |
| 5     | Centrocampista | Júnior Moreno    |     |
| 7     | Centrocampista | Darwin Machís    | 76' |
| 6     | Centrocampista | Yangel Herrera   | 66' |
| 8     | Centrocampista | Tomás Rincón     |     |
| 15    | Centrocampista | Jhon Murillo     |     |
| 23    | Delantero      | Salomón Rondón   | 86' |
| D. T. | D. T.          | Rafael Dudamel   |     |

| 9  | Delantero      | Gabriel Jesus | 45' |
| 17 | Centrocampista | Fernandinho   | 57' |
| 19 | Delantero      | Everton       | 72' |

| 18 | Centrocampista | Yeferson Soteldo   | 66' |
| 19 | Centrocampista | Arquímedes Figuera | 76' |
| 17 | Delantero      | Josef Martínez     | 86' |

| 41' | Casemiro |

| 37' | Jhon Murillo |

| Principal  | Julio Bascuñán                                                                 |
| Asistentes | Christian Schiemann                                                            |
|            | Claudio Rios Observador VAR Mauricio Espinosa Asesor de árbitros Rodolfo Otero |
| Cuarto     | Andrés Rojas                                                                   |

| VAR            | Roberto Tobar      |
| Asistentes VAR | Fernando Rapallini |
|                | Alexander Guzman   |

|                    |     |     |
| Tiros              | 19  | 6   |
| Tiros a puerta     | 1   | 1   |
| Faltas             | 12  | 18  |
| Saques de esquina  | 9   | 2   |
| Penaltis           | 0   | 0   |
| Fueras de juego    | 2   | 0   |
| Posesión del balón | 69% | 31% |

| Alineación inicial |

#### Bolivia - Venezuela
| 22 de junio de 2019, 15:00 | Bolivia | 1:3 (0:1) | Venezuela                                   | Estadio Mineirão, Belo Horizonte                |                                                 |
|                            |         |           | - 1' 58' Darwin Machís - 85' Josef Martínez | Árbitro(s): Esteban Ostojich VAR: Néstor Pitana | Árbitro(s): Esteban Ostojich VAR: Néstor Pitana |

| 1     | Guardameta     | Carlos Lampe      |     |
| 8     | Defensa        | Diego Bejarano    |     |
| 4     | Defensa        | Luis Haquin       |     |
| 22    | Defensa        | Adrian Jusino     |     |
| 17    | Defensa        | Marvin Bejarano   | 72' |
| 7     | Centrocampista | Leonel Justiniano |     |
| 20    | Centrocampista | Fernando Saucedo  |     |
| 11    | Centrocampista | Leonardo Vaca     | 34' |
| 19    | Centrocampista | Ramiro Vaca       |     |
| 15    | Centrocampista | Paul Arano        |     |
| 9     | Delantero      | Marcelo Martins   | 78' |
| D. T. | D. T.          | Eduardo Villegas  |     |

| 1     | Guardameta     | Wuilker Faríñez    |     |
| 16    | Defensa        | Roberto Rosales    |     |
| 20    | Defensa        | Ronald Hernández   |     |
| 4     | Defensa        | Jhon Chancellor    |     |
| 14    | Defensa        | Luis Mago          |     |
| 5     | Centrocampista | Júnior Moreno      |     |
| 10    | Centrocampista | Jefferson Savarino |     |
| 11    | Centrocampista | Juanpi             | 59' |
| 8     | Centrocampista | Tomás Rincón       |     |
| 7     | Delantero      | Darwin Machís      | 73' |
| 9     | Delantero      | Salomón Rondón     | 86' |
| D. T. | D. T.          | Rafael Dudamel     |     |

| 14 | Centrocampista | Raúl Castro       | 34' |
| 21 | Centrocampista | Roberto Fernández | 72' |
| 18 | Delantero      | Gilbert Álvarez   | 78' |

| 18 | Centrocampista | Yeferson Soteldo | 59' |
| 17 | Delantero      | Josef Martínez   | 73' |
| 15 | Centrocampista | Jhon Murillo     | 86' |

| 82' | Leonel Justiniano | 1:2 |

| 1' · 58' · 86' | Darwin Machís Josef Martínez | 0:1 0:2 1:3 |

| 6' · 63' | Leonel Justiniano Raúl Castro |

| Principal  | Esteban Ostojich                                                                   |
| Asistentes | Nicolás Tarán                                                                      |
|            | Richard Trinidad Observador VAR Mauricio Espinosa Asesor de árbitros Rodolfo Otero |
| Cuarto     | Carlos Orbe                                                                        |

| VAR            | Néstor Pitana    |
| Asistentes VAR | Piero Maza       |
|                | Alexander Guzman |

| Alineación inicial |

| 1     | Guardameta     | Carlos Lampe      |     |
| 8     | Defensa        | Diego Bejarano    |     |
| 4     | Defensa        | Luis Haquin       |     |
| 22    | Defensa        | Adrian Jusino     |     |
| 17    | Defensa        | Marvin Bejarano   | 72' |
| 7     | Centrocampista | Leonel Justiniano |     |
| 20    | Centrocampista | Fernando Saucedo  |     |
| 11    | Centrocampista | Leonardo Vaca     | 34' |
| 19    | Centrocampista | Ramiro Vaca       |     |
| 15    | Centrocampista | Paul Arano        |     |
| 9     | Delantero      | Marcelo Martins   | 78' |
| D. T. | D. T.          | Eduardo Villegas  |     |

| 1     | Guardameta     | Wuilker Faríñez    |     |
| 16    | Defensa        | Roberto Rosales    |     |
| 20    | Defensa        | Ronald Hernández   |     |
| 4     | Defensa        | Jhon Chancellor    |     |
| 14    | Defensa        | Luis Mago          |     |
| 5     | Centrocampista | Júnior Moreno      |     |
| 10    | Centrocampista | Jefferson Savarino |     |
| 11    | Centrocampista | Juanpi             | 59' |
| 8     | Centrocampista | Tomás Rincón       |     |
| 7     | Delantero      | Darwin Machís      | 73' |
| 9     | Delantero      | Salomón Rondón     | 86' |
| D. T. | D. T.          | Rafael Dudamel     |     |

| 14 | Centrocampista | Raúl Castro       | 34' |
| 21 | Centrocampista | Roberto Fernández | 72' |
| 18 | Delantero      | Gilbert Álvarez   | 78' |

| 18 | Centrocampista | Yeferson Soteldo | 59' |
| 17 | Delantero      | Josef Martínez   | 73' |
| 15 | Centrocampista | Jhon Murillo     | 86' |

| 82' | Leonel Justiniano | 1:2 |

| 1' · 58' · 86' | Darwin Machís Josef Martínez | 0:1 0:2 1:3 |

| 6' · 63' | Leonel Justiniano Raúl Castro |

| Principal  | Esteban Ostojich                                                                   |
| Asistentes | Nicolás Tarán                                                                      |
|            | Richard Trinidad Observador VAR Mauricio Espinosa Asesor de árbitros Rodolfo Otero |
| Cuarto     | Carlos Orbe                                                                        |

| VAR            | Néstor Pitana    |
| Asistentes VAR | Piero Maza       |
|                | Alexander Guzman |

| Alineación inicial |

| 1     | Guardameta     | Carlos Lampe      |     |
| 8     | Defensa        | Diego Bejarano    |     |
| 4     | Defensa        | Luis Haquin       |     |
| 22    | Defensa        | Adrian Jusino     |     |
| 17    | Defensa        | Marvin Bejarano   | 72' |
| 7     | Centrocampista | Leonel Justiniano |     |
| 20    | Centrocampista | Fernando Saucedo  |     |
| 11    | Centrocampista | Leonardo Vaca     | 34' |
| 19    | Centrocampista | Ramiro Vaca       |     |
| 15    | Centrocampista | Paul Arano        |     |
| 9     | Delantero      | Marcelo Martins   | 78' |
| D. T. | D. T.          | Eduardo Villegas  |     |

| 1     | Guardameta     | Wuilker Faríñez    |     |
| 16    | Defensa        | Roberto Rosales    |     |
| 20    | Defensa        | Ronald Hernández   |     |
| 4     | Defensa        | Jhon Chancellor    |     |
| 14    | Defensa        | Luis Mago          |     |
| 5     | Centrocampista | Júnior Moreno      |     |
| 10    | Centrocampista | Jefferson Savarino |     |
| 11    | Centrocampista | Juanpi             | 59' |
| 8     | Centrocampista | Tomás Rincón       |     |
| 7     | Delantero      | Darwin Machís      | 73' |
| 9     | Delantero      | Salomón Rondón     | 86' |
| D. T. | D. T.          | Rafael Dudamel     |     |

| 14 | Centrocampista | Raúl Castro       | 34' |
| 21 | Centrocampista | Roberto Fernández | 72' |
| 18 | Delantero      | Gilbert Álvarez   | 78' |

| 18 | Centrocampista | Yeferson Soteldo | 59' |
| 17 | Delantero      | Josef Martínez   | 73' |
| 15 | Centrocampista | Jhon Murillo     | 86' |

| 82' | Leonel Justiniano | 1:2 |

| 1' · 58' · 86' | Darwin Machís Josef Martínez | 0:1 0:2 1:3 |

| 6' · 63' | Leonel Justiniano Raúl Castro |

| Principal  | Esteban Ostojich                                                                   |
| Asistentes | Nicolás Tarán                                                                      |
|            | Richard Trinidad Observador VAR Mauricio Espinosa Asesor de árbitros Rodolfo Otero |
| Cuarto     | Carlos Orbe                                                                        |

| VAR            | Néstor Pitana    |
| Asistentes VAR | Piero Maza       |
|                | Alexander Guzman |

| Alineación inicial |

| 1     | Guardameta     | Carlos Lampe      |     |
| 8     | Defensa        | Diego Bejarano    |     |
| 4     | Defensa        | Luis Haquin       |     |
| 22    | Defensa        | Adrian Jusino     |     |
| 17    | Defensa        | Marvin Bejarano   | 72' |
| 7     | Centrocampista | Leonel Justiniano |     |
| 20    | Centrocampista | Fernando Saucedo  |     |
| 11    | Centrocampista | Leonardo Vaca     | 34' |
| 19    | Centrocampista | Ramiro Vaca       |     |
| 15    | Centrocampista | Paul Arano        |     |
| 9     | Delantero      | Marcelo Martins   | 78' |
| D. T. | D. T.          | Eduardo Villegas  |     |

| 1     | Guardameta     | Wuilker Faríñez    |     |
| 16    | Defensa        | Roberto Rosales    |     |
| 20    | Defensa        | Ronald Hernández   |     |
| 4     | Defensa        | Jhon Chancellor    |     |
| 14    | Defensa        | Luis Mago          |     |
| 5     | Centrocampista | Júnior Moreno      |     |
| 10    | Centrocampista | Jefferson Savarino |     |
| 11    | Centrocampista | Juanpi             | 59' |
| 8     | Centrocampista | Tomás Rincón       |     |
| 7     | Delantero      | Darwin Machís      | 73' |
| 9     | Delantero      | Salomón Rondón     | 86' |
| D. T. | D. T.          | Rafael Dudamel     |     |

| 14 | Centrocampista | Raúl Castro       | 34' |
| 21 | Centrocampista | Roberto Fernández | 72' |
| 18 | Delantero      | Gilbert Álvarez   | 78' |

| 18 | Centrocampista | Yeferson Soteldo | 59' |
| 17 | Delantero      | Josef Martínez   | 73' |
| 15 | Centrocampista | Jhon Murillo     | 86' |

| 82' | Leonel Justiniano | 1:2 |

| 1' · 58' · 86' | Darwin Machís Josef Martínez | 0:1 0:2 1:3 |

| 6' · 63' | Leonel Justiniano Raúl Castro |

| Principal  | Esteban Ostojich                                                                   |
| Asistentes | Nicolás Tarán                                                                      |
|            | Richard Trinidad Observador VAR Mauricio Espinosa Asesor de árbitros Rodolfo Otero |
| Cuarto     | Carlos Orbe                                                                        |

| VAR            | Néstor Pitana    |
| Asistentes VAR | Piero Maza       |
|                | Alexander Guzman |

| Alineación inicial |

### Cuartos de final

#### Venezuela - Argentina
| 28 de junio de 2019, 15:00 | Venezuela | 0:2 (0:1) | Argentina                             | Estadio Maracanã, Río de Janeiro            |                                             |
|                            |           |           | - 10' Lautaro Martínez - 74' Lo Celso | Árbitro(s): Wilmar Roldán VAR: Andrés Rojas | Árbitro(s): Wilmar Roldán VAR: Andrés Rojas |

| 1     | Guardameta     | Wuilker Faríñez  |     |
| 20    | Defensa        | Ronald Hernández |     |
| 4     | Defensa        | Jhon Chancellor  |     |
| 14    | Defensa        | Luis Mago        | 56' |
| 16    | Defensa        | Roberto Rosales  | 83' |
| 5     | Centrocampista | Júnior Moreno    |     |
| 15    | Centrocampista | Jhon Murillo     |     |
| 6     | Centrocampista | Yangel Herrera   |     |
| 8     | Centrocampista | Tomás Rincón     |     |
| 7     | Centrocampista | Darwin Machís    | 71' |
| 23    | Delantero      | Salomón Rondón   |     |
| D. T. | D. T.          | Rafael Dudamel   |     |

| 1     | Guardameta     | Franco Armani      |     |
| 2     | Defensa        | Juan Foyth         |     |
| 6     | Defensa        | Germán Pezzella    |     |
| 17    | Defensa        | Nicolás Otamendi   |     |
| 3     | Defensa        | Nicolás Tagliafico |     |
| 16    | Centrocampista | Rodrigo De Paul    |     |
| 5     | Centrocampista | Leandro Paredes    |     |
| 8     | Centrocampista | Marcos Acuña       | 69' |
| 10    | Centrocampista | Lionel Messi       |     |
| 9     | Delantero      | Sergio Agüero      | 85' |
| 22    | Delantero      | Lautaro Martínez   | 63' |
| D. T. | D. T.          | Lionel Scaloni     |     |

| 18 | Centrocampista | Yeferson Soteldo   | 56' |
| 17 | Delantero      | Josef Martínez     | 71' |
| 13 | Centrocampista | Luis Manuel Seijas | 83' |

| 11 | Delantero      | Ángel Di María   | 63' |
| 20 | Centrocampista | Giovani Lo Celso | 69' |
| 21 | Delantero      | Paulo Dybala     | 85' |

| 10' · 74' | Lautaro Martínez Giovani Lo Celso | 0:1 0:2 |

| 12' · 15' · 44' · 90+5' | Tomás Rincón Yangel Herrera Salomón Rondón Yeferson Soteldo |

| 16' · 42' | Lautaro Martínez Marcos Acuña |

| Principal  | Wilmar Roldán                                                                |
| Asistentes | Wilmar Navarro                                                               |
|            | Jhon A.León Observador VAR Jorge Larrionda Asesor de árbitros Martin Vasquez |
| Cuarto     | Diego Haro                                                                   |

| VAR            | Andrés Rojas     |
| Asistentes VAR | Nicolas Gallo    |
|                | Richard Trinidad |

|                    |     |     |
| Tiros              | 6   | 17  |
| Tiros a puerta     | 1   | 7   |
| Faltas             | 16  | 15  |
| Saques de esquina  | 8   | 7   |
| Penaltis           | 0   | 0   |
| Fueras de juego    | 1   | 1   |
| Posesión del balón | 60% | 40% |

|  |

| 1     | Guardameta     | Wuilker Faríñez  |     |
| 20    | Defensa        | Ronald Hernández |     |
| 4     | Defensa        | Jhon Chancellor  |     |
| 14    | Defensa        | Luis Mago        | 56' |
| 16    | Defensa        | Roberto Rosales  | 83' |
| 5     | Centrocampista | Júnior Moreno    |     |
| 15    | Centrocampista | Jhon Murillo     |     |
| 6     | Centrocampista | Yangel Herrera   |     |
| 8     | Centrocampista | Tomás Rincón     |     |
| 7     | Centrocampista | Darwin Machís    | 71' |
| 23    | Delantero      | Salomón Rondón   |     |
| D. T. | D. T.          | Rafael Dudamel   |     |

| 1     | Guardameta     | Franco Armani      |     |
| 2     | Defensa        | Juan Foyth         |     |
| 6     | Defensa        | Germán Pezzella    |     |
| 17    | Defensa        | Nicolás Otamendi   |     |
| 3     | Defensa        | Nicolás Tagliafico |     |
| 16    | Centrocampista | Rodrigo De Paul    |     |
| 5     | Centrocampista | Leandro Paredes    |     |
| 8     | Centrocampista | Marcos Acuña       | 69' |
| 10    | Centrocampista | Lionel Messi       |     |
| 9     | Delantero      | Sergio Agüero      | 85' |
| 22    | Delantero      | Lautaro Martínez   | 63' |
| D. T. | D. T.          | Lionel Scaloni     |     |

| 18 | Centrocampista | Yeferson Soteldo   | 56' |
| 17 | Delantero      | Josef Martínez     | 71' |
| 13 | Centrocampista | Luis Manuel Seijas | 83' |

| 11 | Delantero      | Ángel Di María   | 63' |
| 20 | Centrocampista | Giovani Lo Celso | 69' |
| 21 | Delantero      | Paulo Dybala     | 85' |

| 10' · 74' | Lautaro Martínez Giovani Lo Celso | 0:1 0:2 |

| 12' · 15' · 44' · 90+5' | Tomás Rincón Yangel Herrera Salomón Rondón Yeferson Soteldo |

| 16' · 42' | Lautaro Martínez Marcos Acuña |

| Principal  | Wilmar Roldán                                                                |
| Asistentes | Wilmar Navarro                                                               |
|            | Jhon A.León Observador VAR Jorge Larrionda Asesor de árbitros Martin Vasquez |
| Cuarto     | Diego Haro                                                                   |

| VAR            | Andrés Rojas     |
| Asistentes VAR | Nicolas Gallo    |
|                | Richard Trinidad |

|                    |     |     |
| Tiros              | 6   | 17  |
| Tiros a puerta     | 1   | 7   |
| Faltas             | 16  | 15  |
| Saques de esquina  | 8   | 7   |
| Penaltis           | 0   | 0   |
| Fueras de juego    | 1   | 1   |
| Posesión del balón | 60% | 40% |

|  |

| 1     | Guardameta     | Wuilker Faríñez  |     |
| 20    | Defensa        | Ronald Hernández |     |
| 4     | Defensa        | Jhon Chancellor  |     |
| 14    | Defensa        | Luis Mago        | 56' |
| 16    | Defensa        | Roberto Rosales  | 83' |
| 5     | Centrocampista | Júnior Moreno    |     |
| 15    | Centrocampista | Jhon Murillo     |     |
| 6     | Centrocampista | Yangel Herrera   |     |
| 8     | Centrocampista | Tomás Rincón     |     |
| 7     | Centrocampista | Darwin Machís    | 71' |
| 23    | Delantero      | Salomón Rondón   |     |
| D. T. | D. T.          | Rafael Dudamel   |     |

| 1     | Guardameta     | Franco Armani      |     |
| 2     | Defensa        | Juan Foyth         |     |
| 6     | Defensa        | Germán Pezzella    |     |
| 17    | Defensa        | Nicolás Otamendi   |     |
| 3     | Defensa        | Nicolás Tagliafico |     |
| 16    | Centrocampista | Rodrigo De Paul    |     |
| 5     | Centrocampista | Leandro Paredes    |     |
| 8     | Centrocampista | Marcos Acuña       | 69' |
| 10    | Centrocampista | Lionel Messi       |     |
| 9     | Delantero      | Sergio Agüero      | 85' |
| 22    | Delantero      | Lautaro Martínez   | 63' |
| D. T. | D. T.          | Lionel Scaloni     |     |

| 18 | Centrocampista | Yeferson Soteldo   | 56' |
| 17 | Delantero      | Josef Martínez     | 71' |
| 13 | Centrocampista | Luis Manuel Seijas | 83' |

| 11 | Delantero      | Ángel Di María   | 63' |
| 20 | Centrocampista | Giovani Lo Celso | 69' |
| 21 | Delantero      | Paulo Dybala     | 85' |

| 10' · 74' | Lautaro Martínez Giovani Lo Celso | 0:1 0:2 |

| 12' · 15' · 44' · 90+5' | Tomás Rincón Yangel Herrera Salomón Rondón Yeferson Soteldo |

| 16' · 42' | Lautaro Martínez Marcos Acuña |

| Principal  | Wilmar Roldán                                                                |
| Asistentes | Wilmar Navarro                                                               |
|            | Jhon A.León Observador VAR Jorge Larrionda Asesor de árbitros Martin Vasquez |
| Cuarto     | Diego Haro                                                                   |

| VAR            | Andrés Rojas     |
| Asistentes VAR | Nicolas Gallo    |
|                | Richard Trinidad |

|                    |     |     |
| Tiros              | 6   | 17  |
| Tiros a puerta     | 1   | 7   |
| Faltas             | 16  | 15  |
| Saques de esquina  | 8   | 7   |
| Penaltis           | 0   | 0   |
| Fueras de juego    | 1   | 1   |
| Posesión del balón | 60% | 40% |

|  |

| 1     | Guardameta     | Wuilker Faríñez  |     |
| 20    | Defensa        | Ronald Hernández |     |
| 4     | Defensa        | Jhon Chancellor  |     |
| 14    | Defensa        | Luis Mago        | 56' |
| 16    | Defensa        | Roberto Rosales  | 83' |
| 5     | Centrocampista | Júnior Moreno    |     |
| 15    | Centrocampista | Jhon Murillo     |     |
| 6     | Centrocampista | Yangel Herrera   |     |
| 8     | Centrocampista | Tomás Rincón     |     |
| 7     | Centrocampista | Darwin Machís    | 71' |
| 23    | Delantero      | Salomón Rondón   |     |
| D. T. | D. T.          | Rafael Dudamel   |     |

| 1     | Guardameta     | Franco Armani      |     |
| 2     | Defensa        | Juan Foyth         |     |
| 6     | Defensa        | Germán Pezzella    |     |
| 17    | Defensa        | Nicolás Otamendi   |     |
| 3     | Defensa        | Nicolás Tagliafico |     |
| 16    | Centrocampista | Rodrigo De Paul    |     |
| 5     | Centrocampista | Leandro Paredes    |     |
| 8     | Centrocampista | Marcos Acuña       | 69' |
| 10    | Centrocampista | Lionel Messi       |     |
| 9     | Delantero      | Sergio Agüero      | 85' |
| 22    | Delantero      | Lautaro Martínez   | 63' |
| D. T. | D. T.          | Lionel Scaloni     |     |

| 18 | Centrocampista | Yeferson Soteldo   | 56' |
| 17 | Delantero      | Josef Martínez     | 71' |
| 13 | Centrocampista | Luis Manuel Seijas | 83' |

| 11 | Delantero      | Ángel Di María   | 63' |
| 20 | Centrocampista | Giovani Lo Celso | 69' |
| 21 | Delantero      | Paulo Dybala     | 85' |

| 10' · 74' | Lautaro Martínez Giovani Lo Celso | 0:1 0:2 |

| 12' · 15' · 44' · 90+5' | Tomás Rincón Yangel Herrera Salomón Rondón Yeferson Soteldo |

| 16' · 42' | Lautaro Martínez Marcos Acuña |

| Principal  | Wilmar Roldán                                                                |
| Asistentes | Wilmar Navarro                                                               |
|            | Jhon A.León Observador VAR Jorge Larrionda Asesor de árbitros Martin Vasquez |
| Cuarto     | Diego Haro                                                                   |

| VAR            | Andrés Rojas     |
| Asistentes VAR | Nicolas Gallo    |
|                | Richard Trinidad |

|                    |     |     |
| Tiros              | 6   | 17  |
| Tiros a puerta     | 1   | 7   |
| Faltas             | 16  | 15  |
| Saques de esquina  | 8   | 7   |
| Penaltis           | 0   | 0   |
| Fueras de juego    | 1   | 1   |
| Posesión del balón | 60% | 40% |

|  |

## Estadísticas

### Goleadores
| Jugador        | Goles | PJ |
| -------------- | ----- | -- |
| Darwin Machís  | 2     | 3  |
| Josef Martínez | 1     | 0  |